# Lycaugesia longipalpis
Lycaugesia longipalpis är en fjärilsart som beskrevs av Swinhoe 1901. Lycaugesia longipalpis ingår i släktet Lycaugesia och familjen nattflyn. Inga underarter finns listade i Catalogue of Life.